# Liste der Monuments historiques in Podensac
Die Liste der Monuments historiques in Podensac führt die Monuments historiques in der französischen Gemeinde Podensac auf.

## Liste der Bauwerke
| Bezeichnung       | Beschreibung | Standort                                                  | Kennzeichnung | Schutzstatus | Datum | Bild           |
| ----------------- | ------------ | --------------------------------------------------------- | ------------- | ------------ | ----- | -------------- |
| Schloss Chavat    |              | (Lage)                                                    | PA33000088    | Classé       | 2006  | weitere Bilder |
| Schloss Podensac  |              | (Lage)                                                    | PA00083666    | Inscrit      | 1925  | weitere Bilder |
| Kirche St-Vincent |              | (Lage)                                                    | PA00083667    | Inscrit      | 1925  | weitere Bilder |
| Kriegerdenkmal    |              | Place Gambetta (Lage)                                     | PA33000179    | Inscrit      | 2014  |                |
| Kriegerdenkmal    |              | Rue du Maréchal Leclerc Cours du Général de Gaulle (Lage) | PA33000178    | Inscrit      | 2014  |                |

## Liste der Objekte
- Monuments historiques (Objekte) in Podensac in der Base Palissy des französischen Kultusministeriums